# Neotoma mexicana
Neotoma mexicana är en däggdjursart som beskrevs av Baird 1855. Neotoma mexicana ingår i släktet egentliga skogsråttor och familjen hamsterartade gnagare. IUCN kategoriserar arten globalt som livskraftig. Inga underarter finns listade i Catalogue of Life. Artepitet i det vetenskapliga namnet syftar på Mexiko, där holotypen hittades.

## Utseende
Arten når en absolut längd av 314 till 351 mm och en svanslängd av 132 till 154 mm. Den har 33 till 38 mm långa bakfötter. Pälsfärgen på ovansidan varierar mellan grå, ljus gråbrun, ljusbrun och rödbrun. Ryggens mitt är allmänt mörkare på grund av flera inblandade svarta hår. Neotoma mexicana har en vitaktig till gulaktig undersida. Även svansen är uppdelad i en svartaktig ovansida och en ljusgrå undersida. Det finns oftast en ljus linje kring munnen. De molara tänderna har några avvikande detaljer jämförd med andra släktmedlemmar. Hos Neotoma mexicana förekommer i varje käkhalva en framtand, ingen hörntand, ingen premolar och tre molarer.

## Utbredning
Denna gnagare förekommer i syd centrala USA och i Centralamerika fram till Guatemala, El Salvador och västra Honduras. Den lever i bergstrakter mellan 1100 och 4000 meter över havet. Habitatet utgörs av blandskogar, barrskogar och i södra delen av utbredningsområdet även av kyliga städsegröna skogar. Arten vistas i områden med klippor, taluskon och andra ansamlingar av stenar.

## Ekologi
Neotoma mexicana går främst på marken men den kan klättra i växtligheten. Den äter gröna växtdelar som kompletteras med frukter, frön och svampar. Arten bygger bara i sällsynta fall bon av grenar och kvistar, vad som skiljer den från andra skogsråttor. Boet är istället en bergsspricka som fodras med bark. Honor kan ha flera kullar per år och honor som föds under våren kan ha egna ungar under hösten. Dräktigheten varar cirka 33 dagar och sedan föds 1 till 4 ungar. Hos några honor förekommer upp till åtta kullar under livet. Arten byter päls tre gånger under första levnadsåret.
Denna gnagare skapar under sensommaren och hösten ett förråd av torra växtdelar. Den jagas av ugglor, av skallerormar och troligen av andra rovlevande djur. Neotoma mexicana är huvudsakligen aktiv på natten och bara i undantagsfall dagaktiv. Individer i fångenskap som hade ett ekorrhjul i buren åstadkom vanligen en sträcka av 14,3 till 30,8 km per natt för en punkt på trummans utsida. De flesta exemplar når dessa höga värden genom att sitta på axeln och rotera trumman med foten.